# 大津警察署 (滋賀県)
大津警察署（おおつけいさつしょ）は、滋賀県警察が管轄する警察署の一つである。
県警の筆頭署であり、署長は警視正である。
留置施設は、4階にあり、女性用に対応しているため、滋賀県全域の警察署からの女性被疑者の留置を行っている。

## 所在地
- 滋賀県大津市打出浜12番7号

## 管轄区域
- 大津市の一部 （大津北警察署の管轄区域を除く）

## 沿革
- 1954年（昭和29年）7月：警察法施行により、大津市警察から滋賀県警察に管轄変更。

## 交番
- 雄琴交番（大津市雄琴一丁目16番20号）
- 坂本交番（大津市坂本三丁目27番32号）
- 唐崎駅前交番（大津市唐崎二丁目10番25号）
- 皇子山交番（大津市皇子が丘三丁目3番19号）
- 藤尾交番（大津市追分町1番30号）
- 浜大津交番（大津市浜大津四丁目1番39号）
- 大津駅前交番（大津市梅林一丁目3番15号）
- 膳所駅前交番（大津市馬場二丁目11番9号）
- 富士見交番（大津市秋葉台13番4号）
- 石山駅前交番（大津市粟津町4番3号）
- 石山南郷交番（大津市石山寺三丁目21番1号）
- 瀬田交番（大津市大江三丁目2番25号）
- 瀬田駅前交番（大津市大萱一丁目11番8号）

## 警察官駐在所
- 大石警察官駐在所（大石中三丁目1番21号）
- 田上警察官駐在所（大津市里五丁目7番7号）
- 上田上警察官駐在所（大津市平野一丁目18番1号）

## 管内で発生した主な事件
- 滋賀銀行9億円横領事件 - 1973年（昭和48年）に発覚。
- 比叡山女子大生殺人事件 - 1989年（平成元年）に発生。京都府警察との合同捜査。
- 大津市身体障害者リンチ致死事件 - 2001年（平成13年）に発覚。
- 大津いじめ自殺事件 - 2011年（平成23年）に市内の市立皇子山中学校で発生。